# 누리슬람 사나예프
누리슬람 발렌티노비치 사나예프(러시아어: Нурисла́м Валенти́нович Сана́ев, 1991년 2월 9일~)는 러시아 태생 카자흐스탄의 레슬링 선수이다. 2020년 하계 올림픽 남자 자유형 밴텀급 종목에서 동메달을 획득했으며 세계 선수권 대회에서 은메달 1개와 동메달 1개를 획득했다.